# Basil Al-Khatib
Pour les articles homonymes, voir Khatib.
Basil Al-Khatib (باسل الخطيب en arabe) est un réalisateur syrien de films et séries télévisées.
Il est né le 6 mai 1962 à Hilversum, aux Pays-Bas, et depuis 1963 vit avec sa famille en Syrie, à Damas.

Son père est le poète palestinien Yousif Al-Khatib.
Il est diplômé de l'Institut national de la cinématographie à Moscou et travaille depuis 1992 pour la télévision et le cinéma.

Il est marié à Diana Gabbour, directrice de la chaîne Syria TV.
Il a signé avec d'autres réalisateurs, comme Abdul Latif Abdul Hamid et Joud Saïd, une déclaration demandant des réformes démocratiques sous le contrôle du président Bachar el-Assad, ce qui lui vaudra le retrait de son film Mariam du festival international du film de Dubaï.

## Filmographie
- 2012 : Mariam
- 2008 : Nasser
- 2005 : Abo Zaid Al-Helaly
- 2005 : Mawkib Al-Ebaa'
- 2005 : Nizar Qabbani
- 2004 : Returning to Haifa
- 2002 : Holako
- 2001 : Zy Qar
- 1997 : Hawa Bahary